# Kylanläggning
En kylanläggning är en anläggning som används för kylning, det vill säga att åstadkomma eller upprätthålla en temperatur, i en lokal eller ett ämne, som är lägre än omgivningens. Bland användningsområdena finns kyl- och frysförvaring av livsmedel och luftkonditionering, så kallad komfortkyla.
Ofta används i kylanläggningen en kompressorkylmaskin, vilken förenklat består av förångare, kompressor, kondensor, expansionsventil samt ett köldmedium och fungerar enligt samma princip som en värmepump. Ett alternativ är absorptionskylmaskinen, vilken drivs av värme till skillnad från kompressorkylmaskinen som vanligtvis använder el.
En kylanläggning kan också fungera genom att enbart använda uteluft som är svalare än luften i det utrymmet som skall kylas. Anläggningar som enbart arbetar med uteluft kallas också för att använda frikyla. Även för vattenburna kylsystem finns möjligheten att utnyttja frikyla. Här måste någon form av värmeväxlare mot uteluften installeras. Begreppet frikyla används också för att beskriva kyla som hämtas ur vattendrag, etc.
En kylanläggning kan också använda frikyla med olika andelar uteluft. Genom att komplettera en kylanläggning med en växlare och ett styrsystem kan kylsystemet använda frikyla mot uteluft med olika andelar. Genom inställning i styrsystemet får man olika andelar av frikyla. Frikyla användes idag i alla kylsystem för dataanläggningar och kontrollrum typ SOS centraler eller andra bevakningscentraler. Generellt använder alla liknande anläggningar i Sverige och utomlands frikyla idag på grund av den goda driftsekonomin. Denna typ av kylanläggning använder generellt inte fjärrkyla. Många datacentraler och övervakningscentraler är byggda med egen möjlighet för vattenförsörjning, värme- och kyla samt luftförsörjning. Data, tele och övervakning (SOS etc). Kraven ställs i EU-normer, som redan uppfyllts i svenska normer.
Storleken på kylanläggning varierar från småskaliga kylskåp till storskaliga fjärrkylsystem.